# Omphalucha metallifer
Omphalucha metallifer là một loài bướm đêm trong họ Geometridae.